# Спинакута, Хелена
Хелена Спинакута (швед. Helena Spinacuta, 1766—1846) — шведская театральная актриса и акробатка.

## Биография
Имя Хелены при рождении — Эллна Персдоттер. Она родилась в Гётеборге в 1766 году у Пера Мортенссона и Карны Персдоттер. Её отец был служителем при гётеборгской церкви.
Юхан, брат Эллны, был актёром, и она вместе с ним как актриса участвовала в представлениях в гётеборгском театре Comediehuset в 1783—1785 годах. В 1784 году она вышла замуж за итальянского (венецианского) танцора и акробата Антонио Бартоломео Спинакуту, в то время выступавшего в гётеборгском цирке и бывшего одним из популярных артистов, и сменила имя на Хелена Спинакута.
Весной 1786 года Хелена и Антонио выступали в Лунде, Мальмё и Копенгагене, а летом Хелена дебютировала в качестве актрисы в Stenborgs Teater, а Антонио развлекал публику своими трюками в перерывах между актами. Хелена не так уж долго играла в театре, но её мастерство и красота произвели благоприятное впечатление на зрителей, и в посвящённых ей стихах встречались просьбы повторить её выступления.
С декабря 1786 по май 1787 года Спинакуты совершили тур по Швеции вместе с актёрами Stenborgs Teater и братом Хелены. Она играла в сценках, а её муж пел, танцевал и показывал акробатические номера. Последний раз Спинакуты в шведских источниках упоминаются 5 мая 1787 года, после чего они покидают Швецию.
В 1795 году Хелена Спинакута заключила контракт с компанией Ricketts Cirkus в Филадельфии, упоминаясь как танцовщица. В 1796 году в Риме она прокатилась верхом сразу на двух лошадях — трюк, который упоминался как «никогда прежде не выполнявшийся какой-либо женщиной в этой стране». В 1807 году Антонио уже не было в живых, и Хелена обращается в масонскую ложу Филадельфии, в которой тот состоял, с просьбой о материальной помощи ей и её детям. В 1810 году Хелена вернулась в Швецию, и с 1814 года жила в Треллеборге вместе со своей сестрой, бывшей замужем за пекарем.